# ISO 3166-2:ME

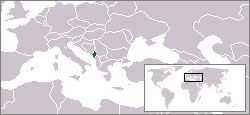
ISO 3166-2:ME روی نقشه

کد ISO 3166-2:ME بخشی از استاندارد ایزو ۳۱۶۶ برای کشور مونته‌نگرو است که توسط سازمان بین‌المللی استانداردسازی ISO تنظیم شده‌است این سازمان، کدهای استاندارد را برای تقسیمات کشوری (ایالتها یا استانهای) کشورهای فهرست شده در استاندارد ایزو ۳۱۶۶-۱ تعریف می‌کند.
هر کد شامل دو بخش می‌گردد که توسط علامت - جدا می‌گردند.
- بخش نخست ME که در ایزو ۳۱۶۶-۱ آلفا-۲ کد کشور مونته‌نگرو است.
- بخش دوم شامل یک یا دو یا سه حرف است که بیان‌کننده استان یا ایالت کشور مونته‌نگرو می‌باشد.

## کدها
| کدها  | Comune         |
| ----- | -------------- |
| ME-01 | آندرییفیتسا    |
| ME-02 | بار، مونته‌نگرو |
| ME-03 | برانه          |
| ME-04 | بیجلو پولیه    |
| ME-05 | بودوا          |
| ME-06 | ستینیه         |
| ME-07 | دانیلوفگراد    |
| ME-08 | هرتسگ نووی     |
| ME-09 | کولاشین        |
| ME-10 | کوتور          |
| ME-11 | موجکوفاتس      |
| ME-12 | نیکشیچ         |
| ME-13 | پلاو           |
| ME-14 | پلیفلیا        |
| ME-15 | پلوژینه        |
| ME-16 | پودگوریتسا     |
| ME-17 | روژایه         |
| ME-18 | شاونیک         |
| ME-19 | تیوات          |
| ME-20 | اولتسینی       |
| ME-21 | ژابلیاک        |